# Konstantinos Laskaris

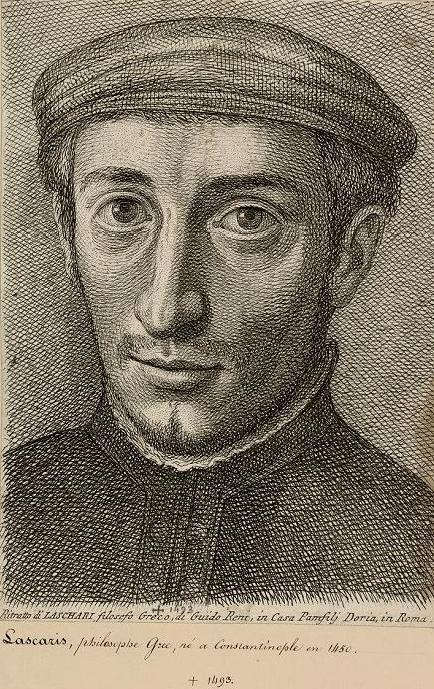
Konstantinos Laskaris (etwa 1785)

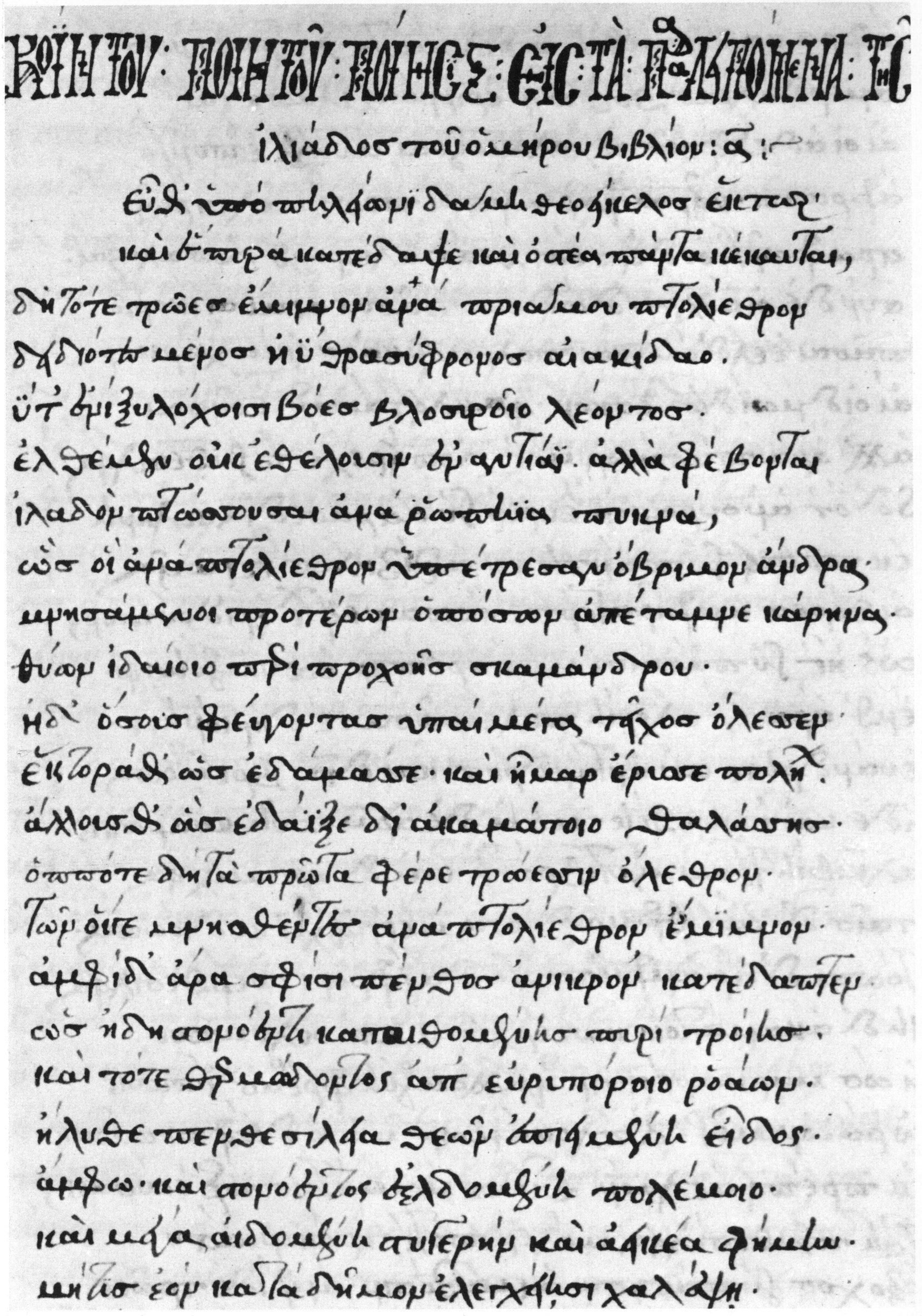
Quintus von Smyrna, Posthomerica I 1–22 in einer von Konstantinos Laskaris im Jahr 1496 geschriebenen Handschrift. Rom, Biblioteca Apostolica Vaticana, Vaticanus Ottobonianus graecus 103, fol. 5r

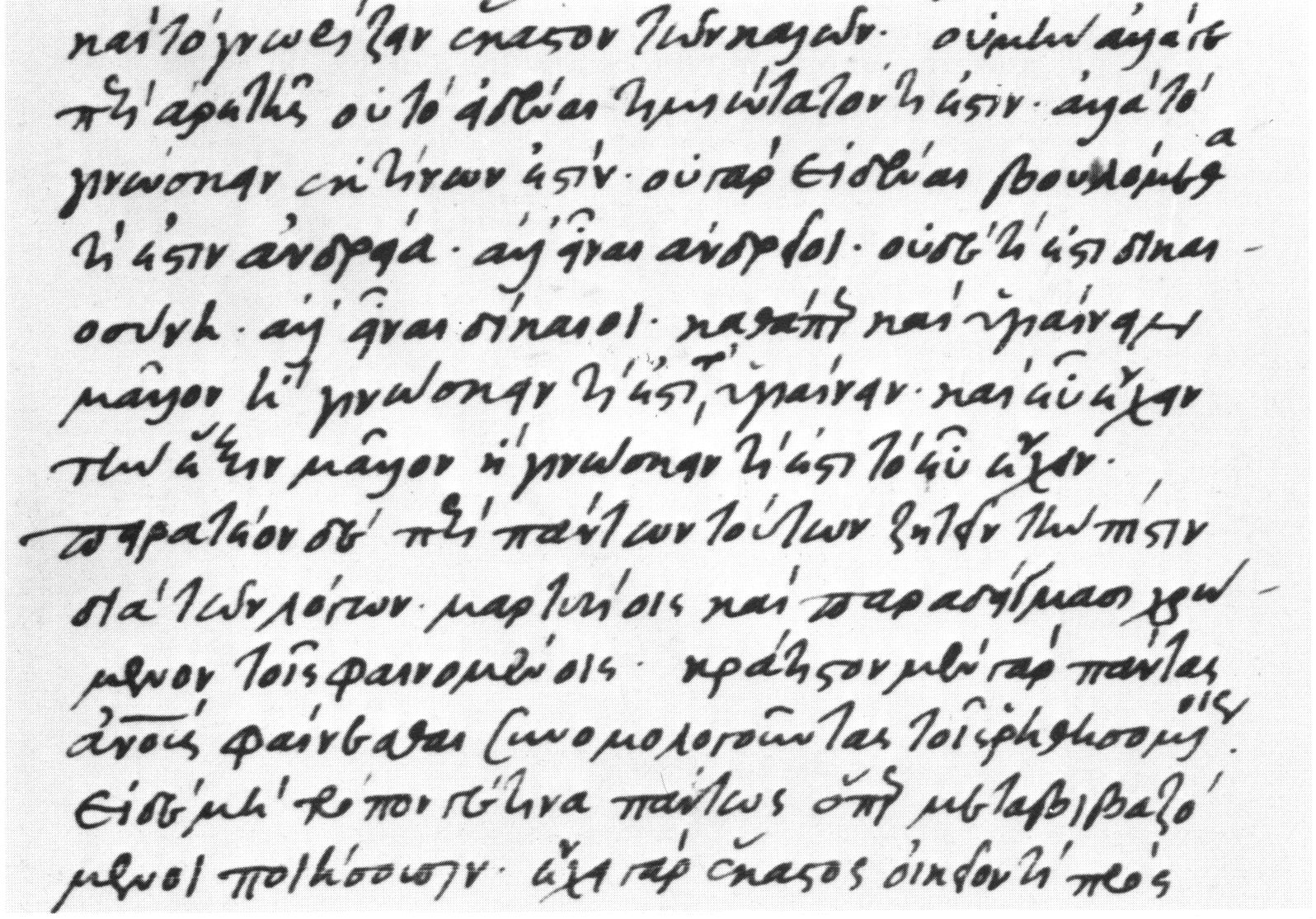
Ein von Konstantinos Laskaris im Zeitraum 1458/1465 eigenhändig geschriebener Text. Handschrift Madrid, Biblioteca Nacional, 4627, fol. 5r

Konstantinos Laskaris (mittelgriechisch Κωνσταντῖνος Λάσκαρις, * zwischen dem 14. Juni 1433 und dem 14. Juni 1434 in Konstantinopel; † etwa 15. August 1501 in Messina) war ein byzantinischer Gelehrter und Humanist.
Konstantinos Laskaris war zunächst Schüler von Johannes Argyropulos, einem der bedeutendsten Gelehrten der Renaissance. 1453, nach dem Fall von Konstantinopel, gelangte er auf Vermittlung des Kardinals Bessarion nach Italien ins Exil. 1460 begab er sich an den Mailänder Herzogshof, wo er von Francesco Sforza als Hauslehrer für dessen Tochter Hippolyta angestellt wurde.
Hier wurde er rasch zum Mittelpunkt eines Zirkels von Humanisten. Laskaris lehrte Griechisch an den Universitäten von Rom und Neapel (1465) und ab 1468 bis zu seinem Tod in Messina, wo unter anderen Pietro Bembo und Michelangelo Florio zu seinen Studenten gehörten.
Konstantinos Laskaris war der Verfasser der griechischen Grammatik Ἐρωτήματα (Erotemata „Fragen“), die 1476 von Dionysius Paravisinus für Demetrius Damilas in Mailand gedruckt wurde. Seine Grammatik war das erste in Italien gedruckte griechische Buch. Weitere Ausgaben wurden von Aldus Manutius (1449–1515), zuerst 1494 zusammen mit einer lateinischen Übersetzung, veranstaltet, der auch im Zusammenhang mit der Geschichte der Typografie bekannt wurde. Konstantinos Laskaris überließ der Stadt 76 Bände für die Bibliothek.